# 柏林国际广播电台

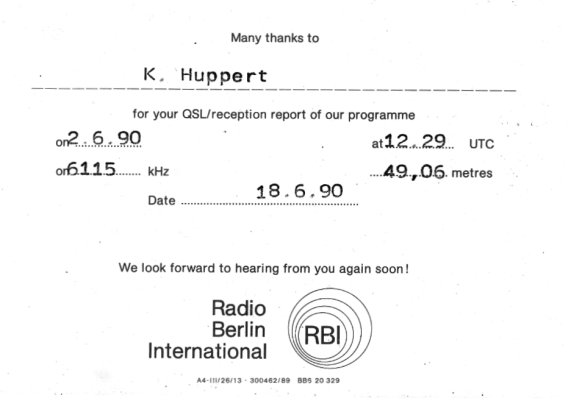
1990年柏林国际广播电台的QSL卡

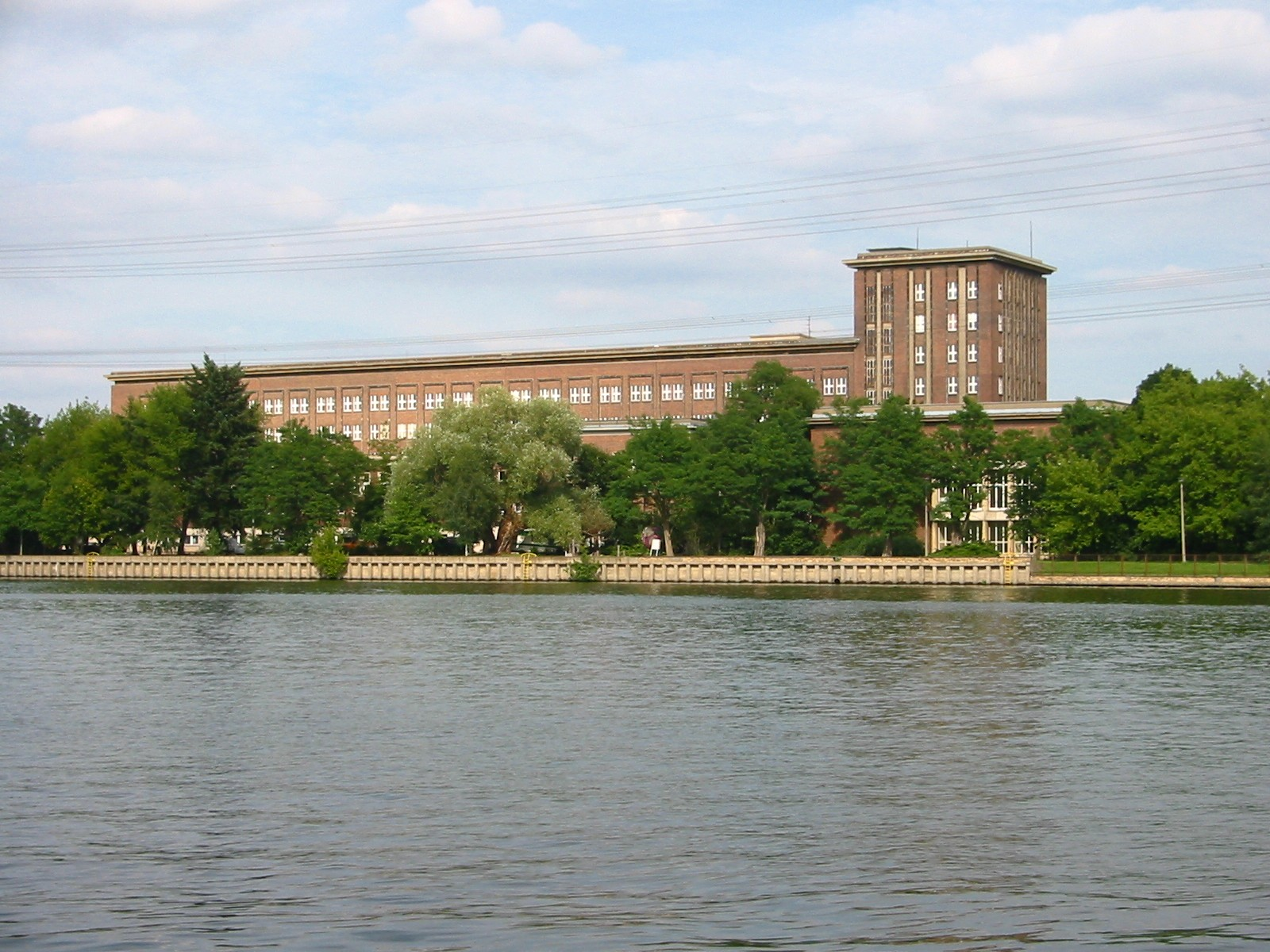
柏林国际广播电台的总部所在地——“Funkhaus Nalepastraße”广播大楼（2005年），位于施普雷河河岸，亦即民主德国广播电台所在地

柏林国际广播电台（德語：Radio Berlin International，缩写：RBI）是德意志民主共和国官方的对外国际广播电台，设立于1959年5月，隶属于民主德国广播电台。以对抗西德德国之声的宣传。该台的大部分内容是关于东德的新闻和信息介绍，并以官方视角介绍社会主义国家的生活情况。
该台于1990年10月2日德国统一前一天停止播出。在最后的广播内容中部分播音员表达了德国之声接管而非合并该台的不满。柏林国际广播电台英语节目播出的最后一句话是“保重并祝好运。”（"Take care and good luck."）之后，该台的工作人员、发射站和频率被德国之声接管，只有Funkhaus Nalepastraße广播大楼仍继续保留。
柏林国际广播电台以许多语言播出，许多语种的播音员，例如德语、英语、俄语、丹麦语和阿拉伯语，来自于该国的共产党组织。此台也是冷战时期的主要国际广播电台之一。

## 调谐信号
柏林国际广播电台的调谐信号是东德国歌《从废墟中崛起》开头部分的钟声版。